# Max Liebster

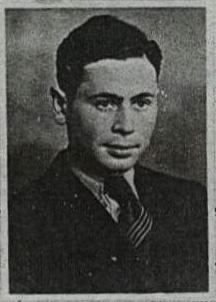
Foto von Max Liebster in Nazi-Akten enthalten

Max Liebster (* 15. Februar 1915 in Reichenbach (Lautertal); † 28. Mai 2008 in Aix-les-Bains/Frankreich) war ein deutsch-jüdischer Kaufmann, Häftling in fünf Konzentrationslagern und später Gründer einer weltweit tätigen Holocaust-Erinnerungs-Stiftung.

## Leben

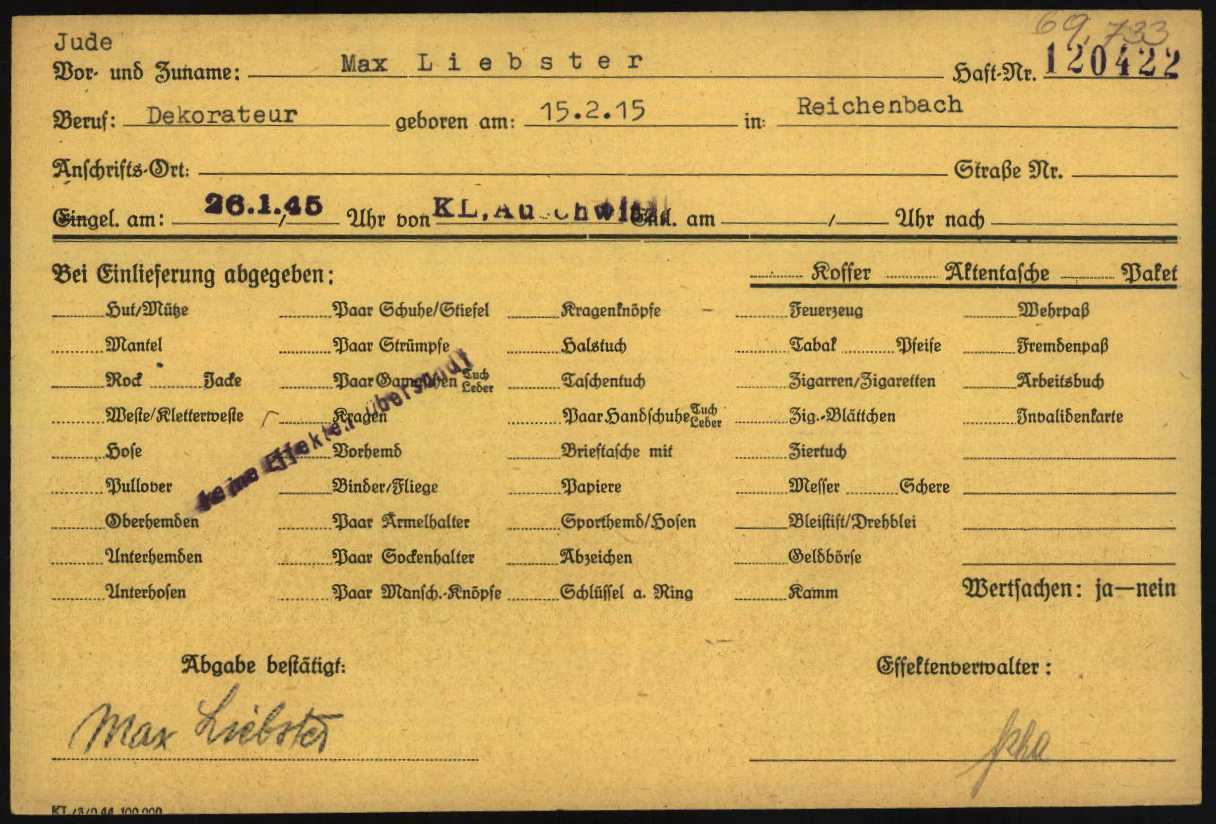
Effektenkarte von Max Liebster als Gefangener im nationalsozialistischen Konzentrationslager Buchenwald

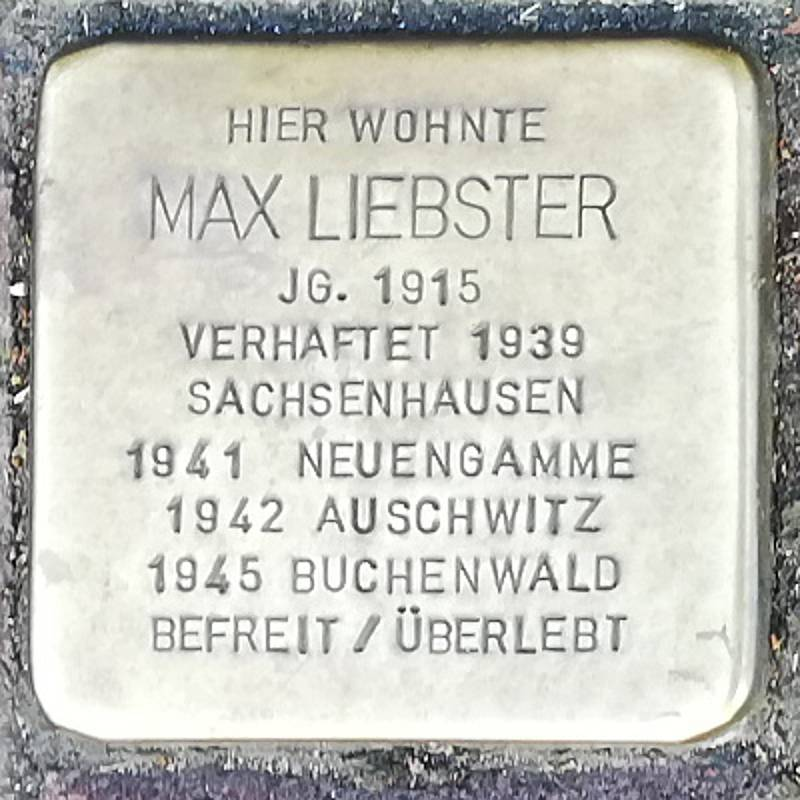
Stolpersteine

Max Liebster war der Sohn eines jüdischen Schusters und seiner Frau. Er wuchs in einfachen Verhältnissen auf. In der Schule war er der einzige Jude in seiner Klasse. Nach der Machtübertragung an die NSDAP litten auch er und seine Angehörigen unter verbalen und tätlichen Angriffen. Nach Abschluss seiner Schulzeit wurde er zu Verwandten seiner Mutter namens Oppenheimer nach Viernheim gegeben, die dort ein Geschäft betrieben. Im Jahre 1939 wollte er aus Angst vor Verfolgung bei Freunden in Pforzheim untertauchen. Doch hier wurde er von der Gestapo verhaftet und ins Stadtgefängnis gesperrt. Nach vier Monaten wurde er in das KZ Sachsenhausen deportiert. Dort traf er seinen Vater wieder, der stark geschwächt in seinen Armen starb. Der Sohn brachte den toten Vater eigenhändig zum Krematorium. Eines Tages wurde er in das KZ Neuengamme weitergeleitet, wo er beim Kanalbau eingesetzt wurde. Zwei Jahre später kam er in das KZ Auschwitz, wo er im Lager III Monowitz beim Bau der IG Farben Zwangsarbeit leisten musste. Beim Vormarsch der Roten Armee wurde Auschwitz evakuiert, und Liebster kam ins KZ Buchenwald. Hier erlebte er 1945 die Befreiung, nachdem ihm der Blockälteste Jakob Kindinger das Leben gerettet hatte.
Angeregt durch seine positiven Erfahrungen mit Zeugen Jehovas in den Lagern, trat er 1947 der Gemeinschaft der Zeugen Jehovas bei und ließ sich taufen. 1956 heiratete er in Paris Simone Arnold. Später emigrierte er in die Vereinigten Staaten.
Im Jahre 2002 wurde von Max Liebster und seiner Frau Simone Arnold die Arnold-Liebster-Stiftung gegründet, „um nachfolgenden Generationen die Möglichkeit zu geben, aus der Geschichte Lehren zu ziehen“, wie es in der Gründungsurkunde des Stiftung heißt.

## Veröffentlichung
- Hoffnungsstrahl im Nazisturm: Geschichte eines Holocaustüberlebenden (Deutsch) Taschenbuch, 2003
- Befreit! Wir möchten uns dafür dankbar erweisen. Max Liebster, in: Der Wachtturm, 1. Januar 1979.

## Erinnerung
- Im Jahre 2004 wurde Max Liebster zum Ehrenbürger seiner Heimatgemeinde Reichenbach ernannt.[3]
- Am 21. Juni 2013 wurde in Reichenbach ein Denkmal für Max Liebster eingeweiht, eine Skulptur aus Granit und Bronze.[4]